# Гуо Ліньлінь
Гуо Ліньлінь (нар. 13 листопада 1992) — китайська веслувальниця, бронзова призерка Олімпійських ігор 2020 року.

## Виступи на Олімпіадах
| Олімпіада  | Дисципліна | Місце |
| ---------- | ---------- | ----- |
| Токіо 2020 | вісімки    | 3     |

## Зовнішні посилання
- Гуо Ліньлінь [Архівовано 30 липня 2021 у Wayback Machine.] на сайті FISA.

1. 1 2  Linlin Guo
2. ↑  https://olympics.com/tokyo-2020/olympic-games/en/results/rowing/athlete-profile-n1310283-guo-linlin.htm